# Битка за Трескавицу (1995)
Битка за Трескавицу је била кључна зона за опсаду Сарајева током рата у Босни. Средином јула 1995. године, Армија Републике Босне и Херцеговине (АРБиХ) је започела серију офанзива на планински масив Трескавице, изазвавши тешке борбе. Војска Републике Српске (ВРС) је у почетку имала успеха у потискивању бошњачких трупа у различитим периодима, али је то увек резултирало новим нападима АРБиХ. Како се рат ближио крају, снаге ВРС су одбиле посљедње нападе АРБиХ на Трескавицу и убиле њиховог команданта Заима Имамовића.

## Ток борбе
Дана 4. јула 1995. године, снаге Армије Републике Босне и Херцеговине (АРБиХ) започеле су нападе на трупе Војске Републике Српске (ВРС), које је ВРС успјешно одбила и приморала АРБиХ да се повуче назад на почетне линије фронта. Дана 24. јула, 4. корпус АРБиХ извео је успешан напад на јужни део фронта, близу села Брда и Хотовље, заузевши неколико села и напредујући 2-3 км према Калиновику. Међутим, контраофанзива херцеговачке специјалне полиције зауставила је напредовање. Од 1. до 3. августа, АРБиХ је поново била присиљена да се повуче. Борбе су настављене током августа и октобра, али су 3. октобра бошњачке трупе започеле неуспешну офанзиву на северну Херцеговину, углавном на подручју Трнова и Калиновика.
1. и 4. корпус АРБиХ напали су подручје Крупца, сјеверно од Трнова, а затим кренули у нападе на градове Трново и Калиновик. Источно од Калиновика, АРБиХ је напала заштићено село Главатичево и планину Прењ. Потенцијално земљиште које је требало запленити имало је последице за обе стране.
АРБиХ је успјешно заузела важне тачке на Трескавици, али око 4. октобра након офанзиве ВРС-а, подручје је поновно заузето, а снаге АРБиХ су се повукле. Команда АРБиХ је 10. октобра потврдила да је фронт Трескавица побједа бошњачких снага након заузимања неколико села. Међутим, до планиране прославе није дошло, јер је дан касније, 11. октобра, дио Сарајевско-романијског корпуса ВРС започео контраофанзиву и увео специјалну јединицу „Бели вукови“ која је истог дана успјела да поврати територију коју је заузела АРБиХ.
Последњих дана борби на Трескавици 11-12. октобра АРБиХ је кренула у завршни напад. После тешке артиљерије и граната, гађали су Ђокин Торањ, највишу тачку Трескавице (2.086 м). Али тврдоглавом одбраном малобројнијих бораца ВРС, највиши врх је остао слободан иако је пар пута прелазио из руке у руку. У тим нападима погинуо је огроман број муслиманских бораца укључујући и комаданта 14. дивизије АРБиХ - Заима Имамовића.

## Последице
Срби су претрпјели територијалне губитке на Трескавици, али су они били незнатни у односу на резултате које је очекивала АРБиХ. Главни бошњачки напади у јулу и октобру 1995. били су на Трново и Калиновик, у покушају да их освоје и на крају споје Горажданску енклаву са остатком Босне, што се показало неуспјешним.